# اردوگاه کار اجباری فلوسنبورگ
اردوگاه مرگ فلوسنبورگ (به آلمانی: KZ Flossenbürg) در ماه مه ۱۹۳۸ توسط اداره اصلی اقتصادی و اجرایی اس‌اس ساخته شد. برخلاف سایر اردوگاه‌های تمرکز، این اردوگاه در منطقه‌ای دورافتاده در کوه‌های فیشتل باواریا، مجاور شهر فلوسنبورگ و نزدیک مرز آلمان با چکسلواکی واقع شده بود. هدف اولیه اردوگاه، بهره‌برداری از کار اجباری زندانیان برای تولید سنگ گرانیت برای معماری نازی بود. در سال ۱۹۴۳، بخش عمده زندانیان به تولید هواپیماهای جنگنده مسراشمیت بی‌اف ۱۰۹ و سایر تسلیحات برای تلاش جنگی آلمان منتقل شدند. 
اگرچه در ابتدا برای زندانیان «جنایی» و «ضد اجتماعی» در نظر گرفته شده بود، پس از حمله آلمان به اتحاد جماهیر شوروی، تعداد زندانیان سیاسی از خارج آلمان به شدت افزایش یافت. همچنین سیستم گسترده‌ای از زیراردوگاه‌ها ایجاد کرد که در نهایت از اردوگاه اصلی بزرگتر شد.
قبل از آزادسازی توسط ارتش ایالات متحده در آوریل ۱۹۴۵، بین ۸۹,۹۶۴ تا ۱۰۰,۰۰۰ زندانی از فلوسنبورگ و زیراردوگاه‌های آن عبور کردند. حدود ۳۰,۰۰۰ نفر بر اثر سوء تغذیه، کار بیش از حد، اعدام یا در طی راهپیمایی‌های مرگ جان خود را از دست دادند. برخی از مسئولان این مرگ‌ها، از جمله مدیران، نگهبانان و دیگران، در دادگاه فلوسنبورگ محاکمه و محکوم شدند. 
اردوگاه قبل از افتتاح یادبود و موزه در سال ۲۰۰۷، برای استفاده‌های دیگری مورد استفاده مجدد قرار گرفت.

## تأسیس
دستور ساخت هشت سربازخانه در فلوسنبورگ در ۳۱ مارس صادر شد، نگهبانان اس‌اس در آوریل رسیدند و در ۳ مه ۱۹۳۸، یک حمل و نقل ۱۰۰ زندانی از داخائو رسید و اردوگاه تأسیس شد. زندانیان بیشتری در ۹ و ۱۶ مه از داخائو رسیدند؛ هیملر در ۱۶ مه با اسوالد پوهل از اردوگاه بازدید کرد که نشان می‌دهد اس‌اس آن را یک پروژه مهم می‌دانست. اس‌اس تلاش کرد زندانیانی را که به دلیل جرایم جنایی در فلوسنبورگ زندانی شده بودند، جدا کند زیرا کار اجباری در معادن سنگ به عنوان مجازاتی بسیار سخت در نظر گرفته می‌شد. بیشتر زندانیان فلوسنبورگ به عنوان جنایتکار طبقه‌بندی شده بودند، با برخی «ضد اجتماعی» (برای مثال افراد بی‌خانمان، بیماران روانی و بیکاران) و تعداد کمی زندانی همجنس‌گرا. جنایتکاران به سرعت موقعیت‌های کارکردی زندانیان را به دست گرفتند.
زندانیان جدید مجبور بودند خودشان اردوگاه را بسازند، با شروع از حصار سیم خاردار؛ این در ابتدا استفاده اصلی از کار اجباری بود. در حالی که این کار سنگین و خطرناک را انجام می‌دادند، زندانیان در سازه‌های موقت زندگی می‌کردند. همزمان، صدها زندانی مجبور بودند در معادن سنگ کار کنند. جمعیت اردوگاه پس از ورود زندانیان از داخائو، زاکسن‌هاوزن و بوخن‌والت به ۱۵۰۰ نفر افزایش یافت. 
در ژانویه ۱۹۳۹، اولین فرمانده، یاکوب وایسبورن، به طور غیرمنتظره‌ای درگذشت. او توسط یک افسر سابق اس‌اس در داخائو، کارل کونستلر، جایگزین شد که بر دوره‌ای نظارت داشت که در آن اردوگاه به یک مرکز اقتصادی تولید سنگ گرانیت تبدیل شد و برای زندانیانش به طور فزاینده‌ای مرگبار شد.
با تکمیل اولین سربازخانه‌ها، در سال ۱۹۳۹ کار بر روی یک زندان داخلی، برج‌های نگهبانی، یک تأسیسات شستشو و یک سیستم فاضلاب آغاز شد. در آوریل ۱۹۳۹، بهره‌وری اقتصادی اردوگاه منجر به دستور  پوهل برای گسترش اردوگاه به ظرفیت ۳۰۰۰ زندانی شد. برای ساخت سربازخانه‌های اضافی، تراس‌هایی باید در دامنه تپه‌ها بریده می‌شد، کاری سخت که منجر به بسیاری از جراحات شد. 
پنجاه و پنج زندانی قبل از شروع جنگ جهانی دوم در سپتامبر ۱۹۳۹ جان باختند. در اواسط سال ۱۹۳۹، مقامات نازی برنامه‌ریزی کردند تا به لهستان حمله کنند. تصمیم گرفته شد که حملات پرچم دروغین انجام شود تا توجیهی برای اعلام جنگ آلمان باشد. چندین زندانی از فلوسنبورگ و دیگر اردوگاه‌های کار اجباری به طور مخفیانه به زندان گشتاپو در برسلاو منتقل شدند، مسموم شدند و در لباس‌های لهستانی پوشانده شدند. در ۳۱ اوت ۱۹۳۹، اجساد در یک پست مرزی در هوخلین‌دن رها شدند، جایی که به آنها شلیک شد و تکه‌تکه شدند؛ عکس‌هایی به عنوان «مدرک» حمله لهستان به آلمان گرفته شد.

## کار اجباری

### معدن‌ها

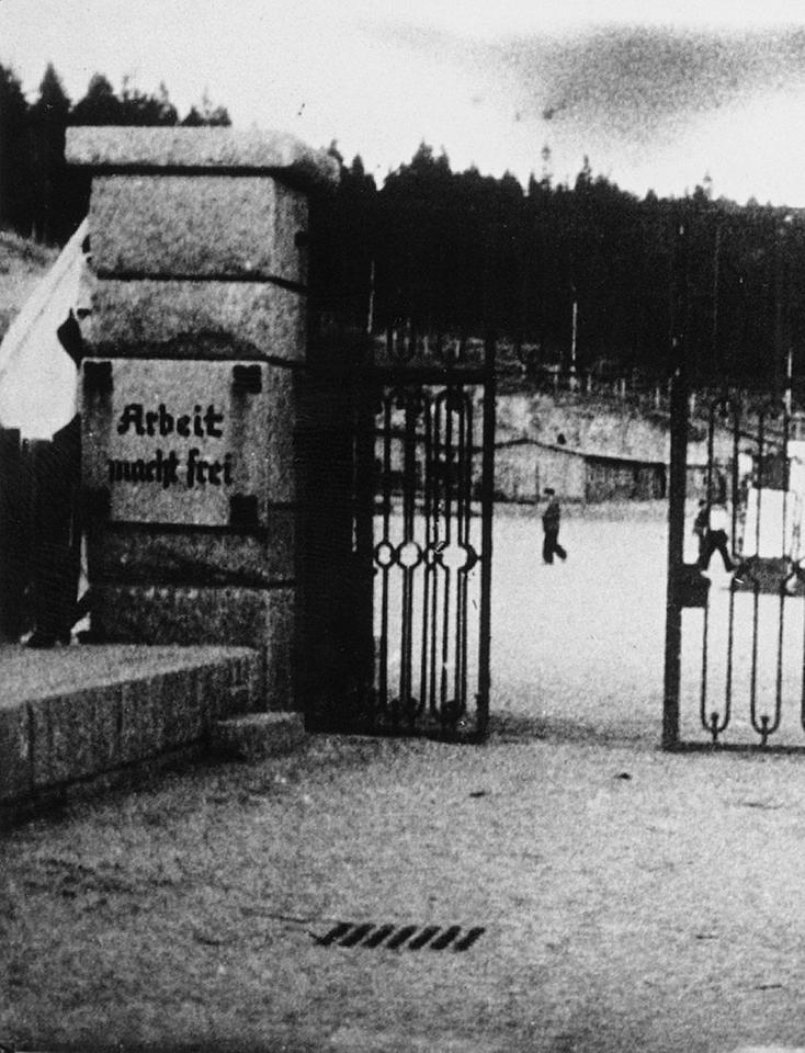
دروازه فلوسنبورگ با شعار نازی Arbeit macht frei («کار شما را آزاد می کند»)

تا پایان سال ۱۹۳۸ سه معدن فعال بودند و معدن چهارم در آوریل ۱۹۴۱ افتتاح شد. هر چهار معدن در نزدیکی اردوگاه اصلی قرار داشتند و تولید برنامه‌ریزی شده سالانه بود. تولید به تدریج در سال ۱۹۴۰ افزایش یافت، اما در سال ۱۹۴۱ ثابت ماند. در ابتدا تمام کارها به صورت دستی انجام می‌شد؛ زندانیان در کنار کارگران غیرنظامی کار می‌کردند و سخت‌ترین و خطرناک‌ترین وظایف را انجام می‌دادند. حوادث منجر به مرگ بسیاری شد. از سال ۱۹۴۰ و ۱۹۴۱، ماشین‌ها برای افزایش کارایی معرفی شدند. در اواسط سال ۱۹۳۹، معدن‌ها به اصلی‌ترین استفاده از نیروی کار در اردوگاه تبدیل شدند و در سال بعد نیمی از کل نیروی کار را مصرف کردند که ارزش آن ۳۶۷,۰۰۰ رایش‌مارک بود.
از نوامبر ۱۹۴۰، برخی از زندانیان در یک کارگاه تخصصی به عنوان سنگ‌تراش آموزش دیدند؛ تعداد آن‌ها تا دسامبر ۱۹۴۲ به ۱۲۰۰ نفر رسید. زندانیان توسط کارشناسان غیرنظامی در یک دوره ده هفته‌ای که شامل موضوعات عملی و نظری بود آموزش می‌دیدند اما به دقت توسط کاپوها نظارت می‌شدند. کسانی که پیشرفت نمی‌کردند به کار در معدن‌ها فرستاده می‌شدند، در حالی که کسانی که بهره‌وری آن‌ها بهبود می‌یافت سیگار و غذای اضافی دریافت می‌کردند. 
سنگ‌هایی که آن‌ها می‌بریدند برای ساخت اردوگاه، اتوبان و پروژه‌های نظامی مختلف اس‌اس استفاده می‌شد، اما بعداً برای پروژه استادیوم بزرگ آلمان و میدان‌های تجمع حزب نازی در نورنبرگ در نظر گرفته شد.
از پنج اردوگاه کار اجباری پیش از جنگ که صنایع اقتصادی در آن‌ها برجسته بودند، فلوسنبورگ یکی از مهم‌ترین و پایدارترین‌ها در تولید درآمد برای DEST (German Earth and Stone Works) بود. به عنوان مثال، در سال ۱۹۳۹،  از سنگ تولید کرد که تقریباً سه‌چهارم کل تولید آن سال بود. بزرگترین خریدار گرانیت فلوسنبورگ دفتر آلبرت اشپر برای بازسازی برلین بود. مقادیر فزاینده‌ای از سنگ برای ساخت جاده‌ها استفاده می‌شد؛ ۱۵٪ در سال ۱۹۳۹ اما ۶۰٪ در سال بعد.
اولین معدن در ماه مه ۱۹۴۳ تعطیل شد و کارگران آن به تولید تسلیحات منتقل شدند، اما نیمی از نیروی کار زندانی هنوز به معدن‌ها اختصاص داشت. اگرچه تولید غیرنظامی برای بازسازی اقتصاد به جنگ کامل کاهش می‌یافت، DEST موفق شد مجوز نگه داشتن بسیاری از معدن‌های خود را تا سال ۱۹۴۴ بگیرد. در فلوسنبورگ، شرکت کنترل قوی بر شرکت‌های اقتصادی اردوگاه داشت، با وجود اینکه این جنبه قرار بود تحت کنترل دفتر اصلی اقتصادی و اداری اس‌اس (SS-WHVA) باشد. در اوایل سال ۱۹۴۴، هنوز ۱۰۰۰ زندانی در معدن‌ها مشغول به کار بودند.

### هواپیما و تسلیحات
در طول سال ۱۹۴۲، تمرکز اس‌اس به سمت تولید جنگی تغییر کرد و منجر به مذاکرات با تولیدکنندگان تسلیحات برای مجوز دادن به محصولات آن‌ها به DEST شد. مسرشمیت AG یکی از مهم‌ترین شرکت‌های تسلیحاتی بود که علاقه‌مندی خود را به استفاده از نیروی کار اجباری زندانیان اردوگاه‌ها نشان داد و تا پایان سال ۱۹۴۲ مذاکراتی با DEST از طریق رگنسبورگ برای تولید قطعات هواپیمای مسرشمیت ب‌اف ۱۰۹ در فلوسنبورگ آغاز کرد. در اواسط ژانویه ۱۹۴۳، DEST پیشنهاد را پذیرفت؛ تولید در اوایل فوریه آغاز شد.
به گفته مورخ یاد واشم دانیل اوزیل، تبدیل فلوسنبورگ به تولید تسلیحات به ویژه مهم بود زیرا این اردوگاه سودآورترین شرکت DEST بود. تعداد زندانیانی که برای مسرشمیت کار می‌کردند پس از بمباران کارخانه رگنسبورگ مسرشمیت در ۱۷ اوت ۱۹۴۳ به شدت افزایش یافت. در آن ماه، ۸۰۰ زندانی برای مسرشمیت کار می‌کردند؛ یک سال بعد، ۵۷۰۰ زندانی در تولید تسلیحات مشغول به کار بودند. با وجود مقررات سختگیرانه‌ای که تماس را ممنوع می‌کرد، کارگران غیرنظامی آلمانی با زندانیان تماس داشتند و برخی با ارائه غذای اضافی یا کمک‌های دیگر کمک می‌کردند.
سیستم اردوگاه فلوسنبورگ تا فوریه ۱۹۴۴ به یک تأمین‌کننده کلیدی قطعات Bf 109 تبدیل شده بود، زمانی که کارخانه رگنسبورگ مسرشمیت دوباره بمباران شد. هفتصد زندانی شوروی که در کارخانه رگنسبورگ کار می‌کردند به فلوسنبورگ منتقل شدند تا به تولید Bf 109 ادامه دهند. افزایش تولید در فلوسنبورگ برای بازسازی تولید پس از حمله ضروری بود. سازنده هواپیما آرادو در نهایت به یکی از کاربران اصلی نیروی کار اجباری در زیر اردوگاه‌ها برای پروژه بمب‌افکن جت آرادو آر ۲۳۴  تبدیل شد، در فریبرگ و مکان‌های دیگر. سایر زندانیان در زیر اردوگاه‌ها مجبور به کار در تولید نفت مصنوعی یا تعمیر راه‌آهن بودند. پیش از پایان جنگ، حدود ۱۸,۰۰۰ زندانی در فلوسنبورگ و زیر اردوگاه‌های آن در پروژه‌های مرتبط با هواپیما مشغول به کار بودند.

## شرایط
ده درصد از مرگ و میرها در فلوسنبورگ قبل از سال ۱۹۴۳ رخ داد. معادن سنگ باعث شد نرخ مرگ و میر در فلوسنبورگ بالاتر از اردوگاه‌هایی با صنایع کمتر فیزیکی، مانند آجرپزی، باشد؛ تغییر به تولید تسلیحات در سال ۱۹۴۳ منجر به کاهش نرخ مرگ و میر شد. زندانیان همچنین از کمبود آب تازه رنج می‌بردند، به دلیل ارتفاع، و هوای غیرعادی سرد و مرطوب؛ لباس‌هایشان برای این شرایط مناسب نبود. اردوگاه اصلی، که در یک دره باریک قرار داشت، فضای کمی برای گسترش داشت. در ابتدا برای تنها ۱۵۰۰ زندانی ساخته شده بود، جمعیت اردوگاه اصلی به بین ۱۰,۰۰۰ و ۱۱,۰۰۰ نفر قبل از تخلیه در آوریل ۱۹۴۵ افزایش یافت. برای افزایش بهره‌وری، زندانیان مجبور بودند به صورت شیفتی بخوابند و کار کنند. این همچنین به کاهش ازدحام مزمن در سربازخانه‌ها کمک کرد. 

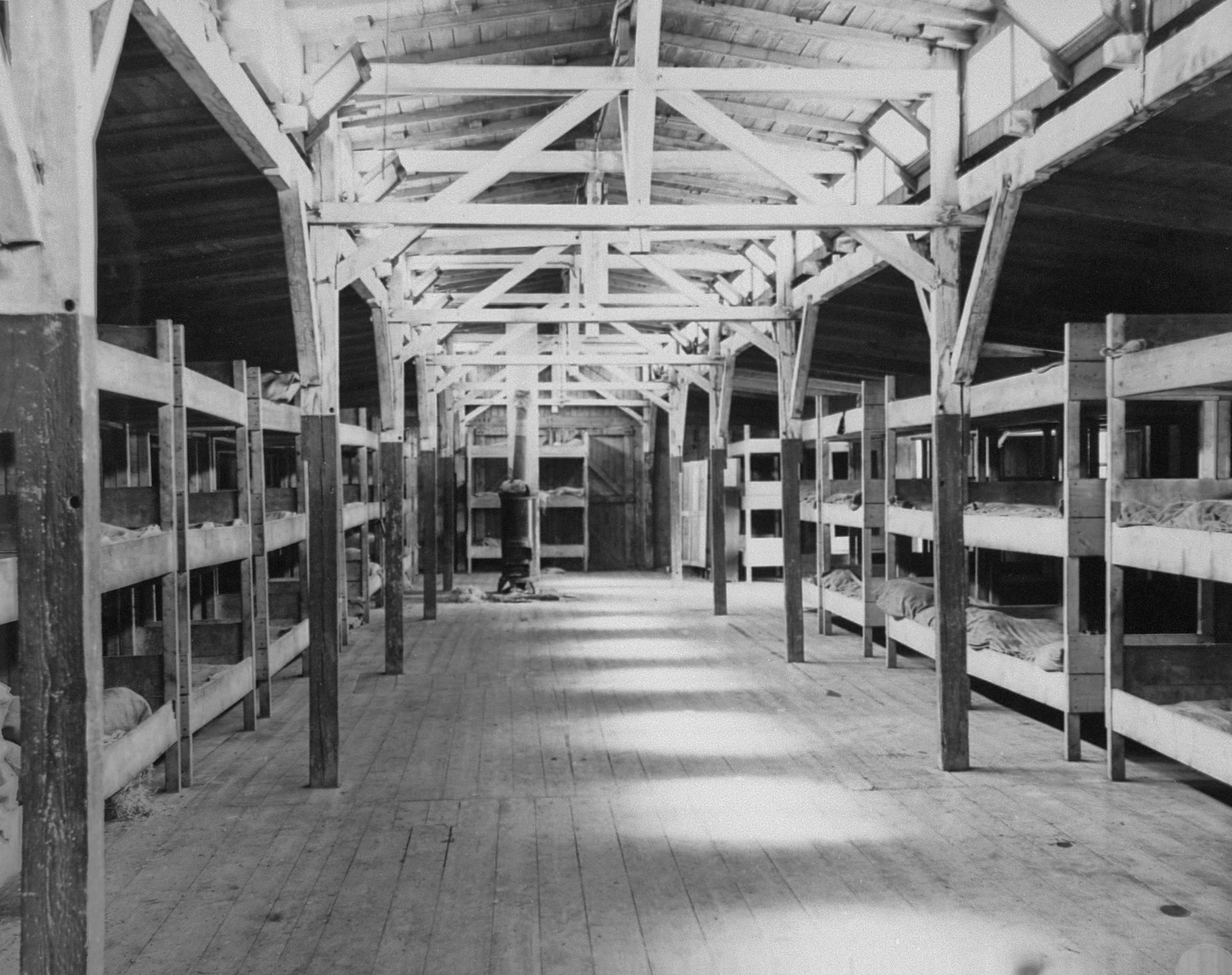
سربازخانه‌ در فلوسنبورگ

کارگزاران زندانی در فلوسنبورگ به طور غیرعادی بی‌رحم و فاسد بودند زیرا این موقعیت‌ها توسط زندانیان جنایی تصاحب شده بود، حتی با اینکه به طور کلی تنها حدود ٪۵ از زندانیان به عنوان جنایی طبقه‌بندی شده بودند. بزرگ اردوگاه نهایی، آنتون اول، پس از آزادی توسط زندانیان تا حد مرگ کتک خورد. بسیاری از کارگزاران جنایی به طور جنسی به زندانیان جوان مرد تجاوز می‌کردند، که باعث شد فرمانده نوجوانان پسر را در سربازخانه‌های جداگانه ایزوله کند. سلسله مراتب اس‌اس نیز به فساد و بی‌رحمی معروف بود. زندانیان به روش‌های مختلفی مورد بدرفتاری قرار می‌گرفتند، از کتک خوردن یا ریختن آب سرد بر رویشان تا تیراندازی توسط نگهبانان در طول تلاش‌های ادعایی برای فرار. 
زندانیان به طور مزمن دچار سوءتغذیه بودند و بیماری به شدت شایع بود. شرایط بر اساس وضعیت و نژاد زندانی متفاوت بود. زندانیان لهستانی و شوروی پایین‌ترین رده‌های سلسله مراتب زندانیان را اشغال می‌کردند، به سخت‌ترین کارها گماشته می‌شدند و غذای کمتری نسبت به سایر زندانیان دریافت می‌کردند. در ژانویه ۱۹۴۰ یک اپیدمی دیسانتری کار در اردوگاه را متوقف کرد و اپیدمی‌های تیفوس در سپتامبر ۱۹۴۴ و ژانویه ۱۹۴۵ جان بسیاری را گرفت. 
تعداد کل زندانیانی که از فلوسنبورگ و زیر اردوگاه‌های آن عبور کرده‌اند، به ۸۹,۹۶۴ یا بیش از ۱۰۰,۰۰۰ نفر تخمین زده شده است. حدود ۳۰,۰۰۰ نفر از زندانیان در فلوسنبورگ یا در طول تخلیه آن جان باختند، علل اصلی مرگ سوءتغذیه و بیماری بود. بین ۱۳,۰۰۰ و ۱۵,۰۰۰ زندانی در اردوگاه اصلی و بیش از ۱۰,۰۰۰ نفر در اردوگاه‌های ماهواره‌ای جان باختند. تخمین زده می‌شود که سه‌چهارم مرگ‌ها در نه ماه قبل از آزادی رخ داده باشد.

## اعدام‌ها

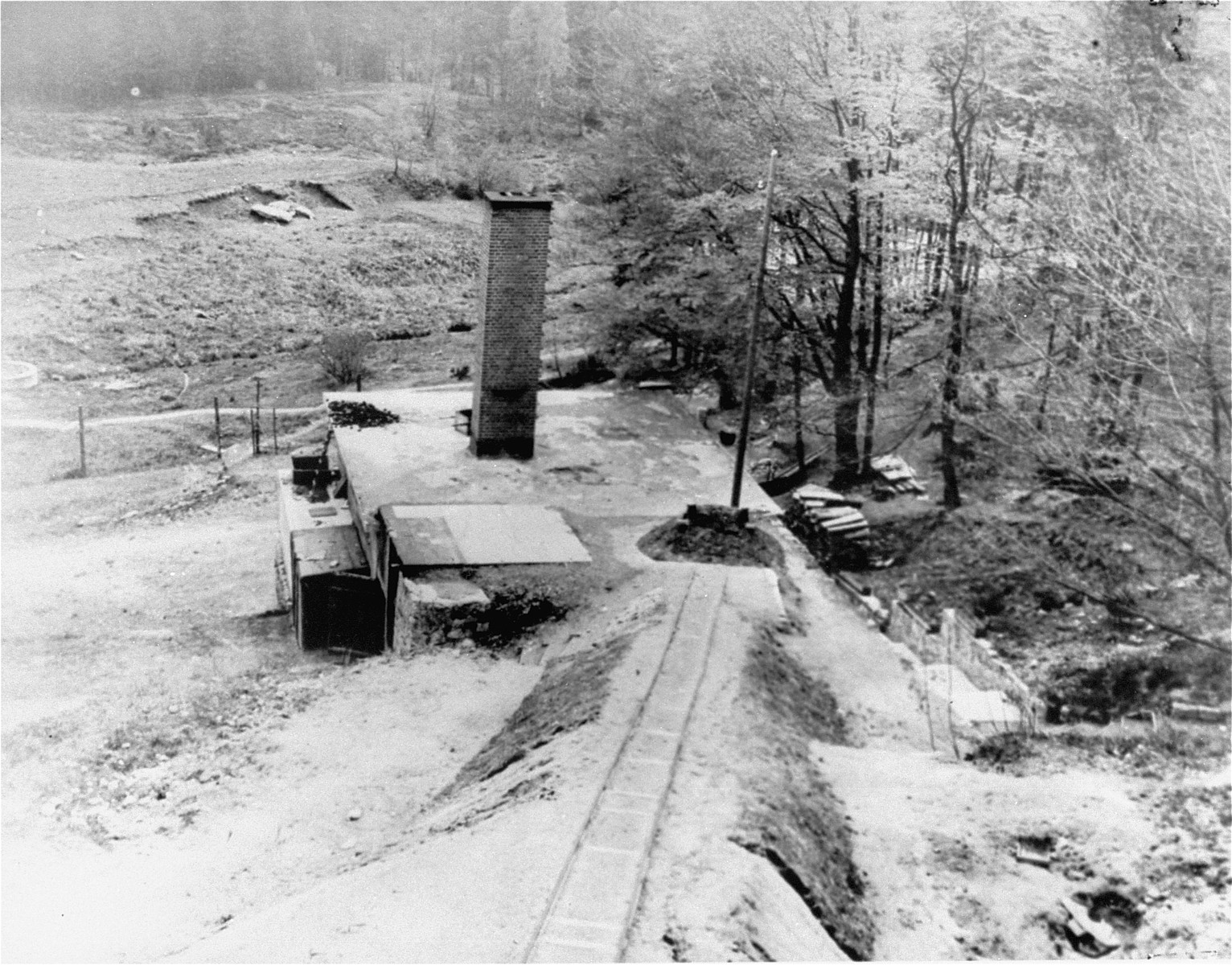
کوره سوزی فلوسنبورگ

به دلیل افزایش مرگ و میر ناشی از شرایط سخت، اس‌اس دستور ساخت یک کوره جسدسوزی در محل را صادر کرد که در ماه مه ۱۹۴۰ تکمیل شد. اعدام‌ها با تیراندازی در فلوسنبورگ از ۶ فوریه ۱۹۴۱ آغاز شد؛ اولین قربانیان زندانیان سیاسی لهستانی بودند. قربانیان پس از فراخوان عصر جدا شده و احکام خود را می‌شنیدند. پس از یک شب در زندان اردوگاه، در میدان تیراندازی مجاور کوره جسدسوزی تیرباران می‌شدند. پس از اعدام دسته‌جمعی ۸۰ زندانی لهستانی در ۸ سپتامبر، روش اعدام به تزریق کشنده تغییر یافت به دلیل شکایات ساکنان محلی از شستشوی خون و قطعات بدن در جویبارهای نزدیک. قربانیان اصلی زندانیان سیاسی لهستانی و اسرای جنگی شوروی بودند. 
پزشکانی که در کشتارهای دسته‌جمعی عملیات تی۴ شرکت داشتند، از چندین اردوگاه کار اجباری بازدید کردند تا بیماران را برای انتقال به مراکز اتانازی انتخاب کنند؛ آنها در مارس ۱۹۴۲ از فلوسنبورگ بازدید کردند. هزاران زندانی که از کار اجباری فرسوده شده بودند به اردوگاه‌های مرگ مانند مایدانک و آشویتس فرستاده شدند. یک انتقال از فلوسنبورگ به آشویتس در ۵ دسامبر ۱۹۴۳ با بیش از ۲۵۰ زندانی از ۹۴۸ زندانی مرده رسید. تا ۱۸ فوریه، تنها ۳۹۳ نفر زنده ماندند. زنانی که قادر به کار نبودند اغلب به اردوگاه کار اجباری راونسبروک تبعید می‌شدند. نرخ اعدام‌ها در ماه‌های پایانی اردوگاه افزایش یافت. اس‌اس زندانیانی را که مشکوک به تلاش برای فرار یا سازماندهی مقاومت بودند، از بین برد. در مجموع، اس‌اس حداقل ۲۵۰۰ نفر را در فلوسن‌بورگ اعدام کرده بود.

## راهپیمایی‌های مرگ
در ۱۴ آوریل ۱۹۴۵، رهبر اس‌اس هاینریش هیملر دستور تخلیه تمامی اردوگاه‌ها را صادر کرد: «نباید حتی یک زندانی زنده به دست دشمن بیفتد.» به محض دریافت این دستور، ماکس کوگل برخی از خانواده‌های مردان اس‌اس را فرستاد و برای تخلیه اردوگاه آماده شد. در ساعت ۵ صبح ۱۶ آوریل، ۱۷۰۰ زندانی یهودی در اردوگاه اصلی فلوسنبورگ از بقیه جدا شده و دستور داده شد که جمع شوند. هشت مرد اس‌اس هر ستون ۱۰۰ زندانی را محافظت می‌کردند. وقتی به ایستگاه راه‌آهن رسیدند، در واگن‌های باری بسته و باز، ۶۰ تا ۷۵ نفره بارگیری شدند. قطار به زودی پس از حرکت توسط هواپیماهای ایالات متحده مورد حمله قرار گرفت و باعث شد که نگهبانان موقتاً فرار کنند. بسیاری از زندانیان زخمی یا کشته شدند؛ دیگران به دنبال غذاهایی که نگهبانان اس‌اس جا گذاشته بودند، گشتند. پس از حمله، نگهبانان بازگشتند و زندانیان زخمی را تیراندازی کردند. تعداد کل مرگ‌ها چندین دوجین بود که در دو روز بعد افزایش یافت زیرا به زندانیان غذا یا آب داده نشد.

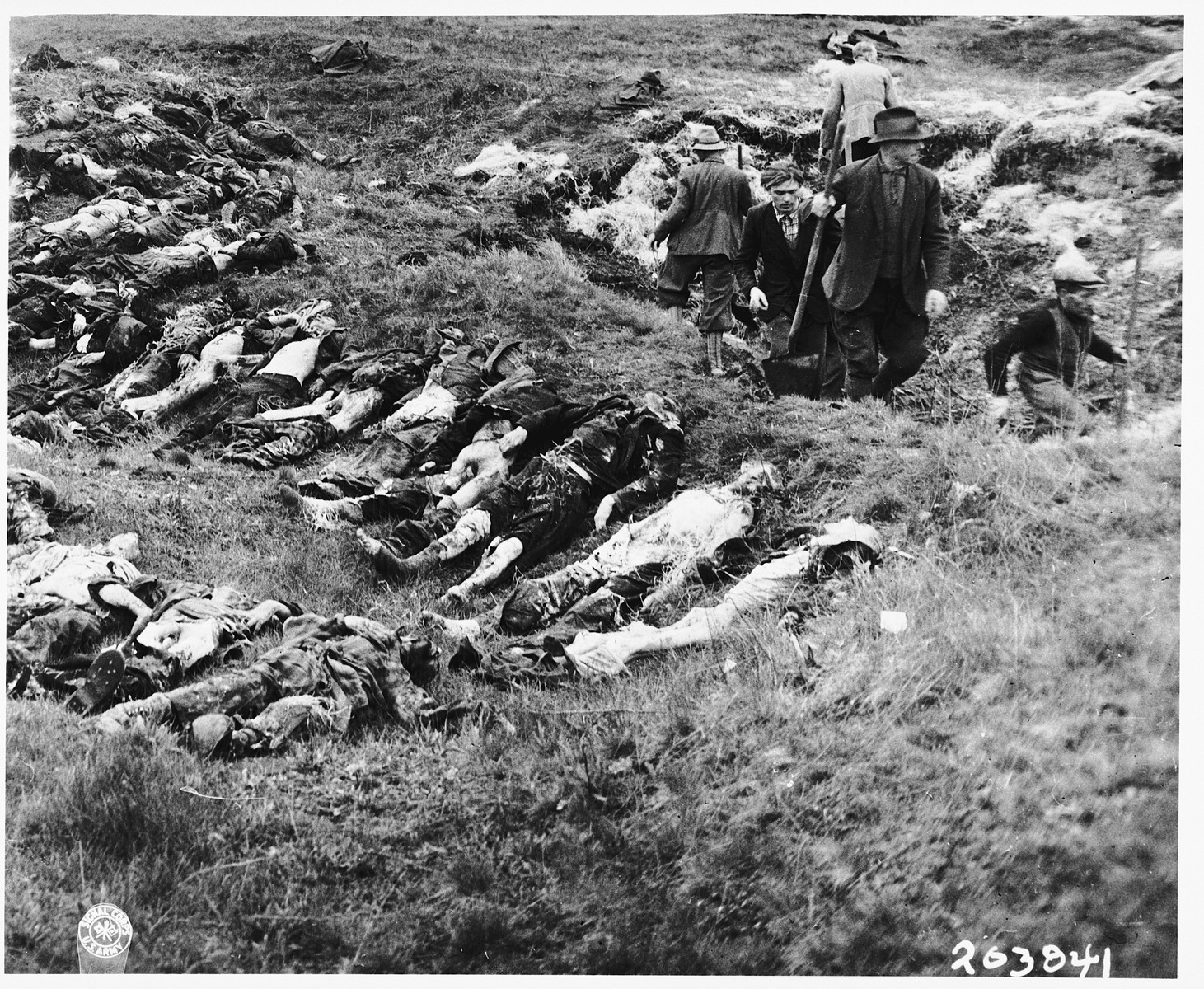
غیرنظامیان آلمانی گور دسته جمعی را در شوارتسنفلت نبش قبر می کنند.

مسیر از طریق راه‌آهن از نوینبورگ فرم والد، وایدن در اوبرفالز، فرایمد، نابورگ و شوارتسنفلت ادامه یافت، جایی که در ۱۹ یا ۲۰ آوریل، حدود ۷۵۰ زندانی یهودی پس از یک حمله هوایی دیگر که لوکوموتیو را از کار انداخت، سرگردان شدند. اس‌اس هر زندانی که قادر به ادامه راهپیمایی نبود را کشت. پس از آزادی، ۱۴۰ جسد در یک میدان نزدیک پیدا شد؛ برخی از قربانیان در حمله هوایی کشته شده بودند، در حالی که دیگران به قتل رسیده بودند. یک زندانی گواهی داد که «مردان اس‌اس در حین تیراندازی شوخی و خنده می‌کردند ... زندانیان به گروه‌های ۱۵-۲۰ نفره تقسیم می‌شدند، باید روی زمین دراز می‌کشیدند و از پشت سر تیراندازی می‌شدند.» بازماندگان به ستون‌های ۱۰۰ نفره تقسیم شده و در باران شدید و گل و لای راهپیمایی کردند. بسیاری با تب بیمار بودند، اما هر کسی که قادر به ادامه نبود، در جا تیراندازی می‌شد. در نویکیرشن-بالبینی، راهپیمایی مرگ با راهپیمایی بزرگتر زندانیان غیر یهودی پیوست. گروه دیگری از یهودیان تخلیه شده به سمت گتوی ترزینشتات ادامه دادند و در اوایل ماه مه رسیدند.
تخلیه زندانیان غیر یهودی در ۱۷ آوریل آغاز شد، زمانی که ۲۰۰۰ زندانی پیاده راه افتادند و در ۲۳ آوریل به داخائو رسیدند. این گروه شامل زندانیان قدیمی فلوسنبورگ، گروهی از اردوگاه کار اجباری اوردروف و بازماندگان راهپیمایی مرگ از اردوگاه بوخن‌والت بود. افسر اس‌اس کورت بکر، که در مذاکرات بین هیملر و متفقین دخیل بود، در ۱۷ آوریل به فلوسنبورگ رفت و سعی کرد کوگل را متقاعد کند که اردوگاه را تخلیه نکند. تلگرامی از هیملر در روز بعد دستور را تکرار کرد که نباید هیچ زندانی به دست دشمن بیفتد. در ۱۹ آوریل، حدود ۲۵،۰۰۰ تا ۳۰،۰۰۰ زندانی باقی‌مانده در فلوسنبورگ و زیر اردوگاه‌های آن دستور تخلیه به داخائو را دریافت کردند. حدود ۱۶،۰۰۰ زندانی واقعاً راه افتادند و تنها چند هزار نفر به مقصد رسیدند. زندانیان با راه‌آهن به اوبرفیشتاخ منتقل شدند، جایی که به دو گروه تقسیم شدند. یکی از این گروه‌ها پیاده و با کامیون از طریق کولز، دیتسکرشن و شوارتسهوفن سفر کرد و به راهپیمایی قبلی زندانیان یهودی در نونبورگ پیوست. بسیاری از زندانیان از ۲۰ تا ۲۲ آوریل در شهر باقی ماندند، زمانی که نگهبانان اس‌اس فرار کردند. ارتش ایالات متحده در ۲۳ آوریل به منطقه رسید و ۲،۵۰۰ زندانی بازمانده را پیدا کرد. بسیاری دیگر در راه به کام، به سمت جنوب شرقی، آزاد شدند.

در بسیاری از زیر اردوگاه‌های فلوسنبورگ، اس‌اس زندانیان یهودی بیمار را قبل از تخلیه قتل‌عام کرد. با احتساب این قتل‌عام‌ها، راهپیمایی‌های مرگ جان حدود ۷۰۰۰ زندانی از فلوسنبورگ و زیر اردوگاه‌های آن را گرفت. لشکر ۹۰ پیاده (ایالات متحده آمریکا) اردوگاه اصلی را در ۲۳ آوریل آزاد کرد و ۱۵۲۷ زندانی بیمار و ضعیف را در بیمارستان اردوگاه پیدا کرد؛ بیش از ۱۰۰ زندانی در سه روز قبل مرده بودند. با وجود تلاش‌های پزشکان آمریکایی، تنها ۱۲۰۸ زندانی از عواقب فوری آزادی جان سالم به در بردند. در ابتدا، مقامات آمریکایی دستور دادند که اجساد در کوره سوزانده شوند، اما پس از اعتراضات بازماندگان، در ۳ مه مراسم خاکسپاری برای ۲۱ زندانی سابق برگزار کردند. برخی از زیر اردوگاه‌های شرقی فلوسنبورگ، که در شرق خط مرزی قرار داشتند، توسط ارتش سرخ آزاد شدند.

آزادی فلوسنبورگ
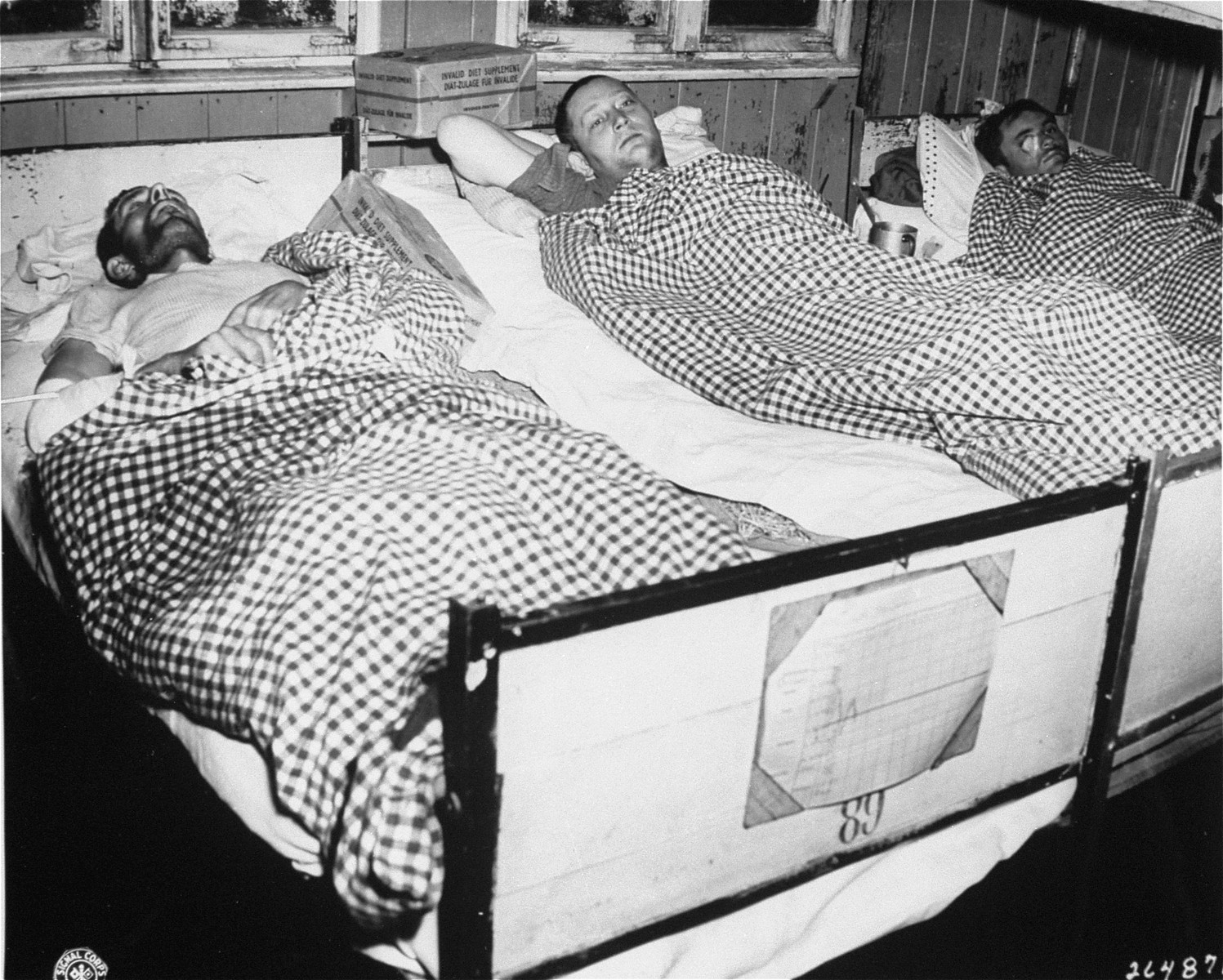
بازماندگان مبتلا به تیفوس
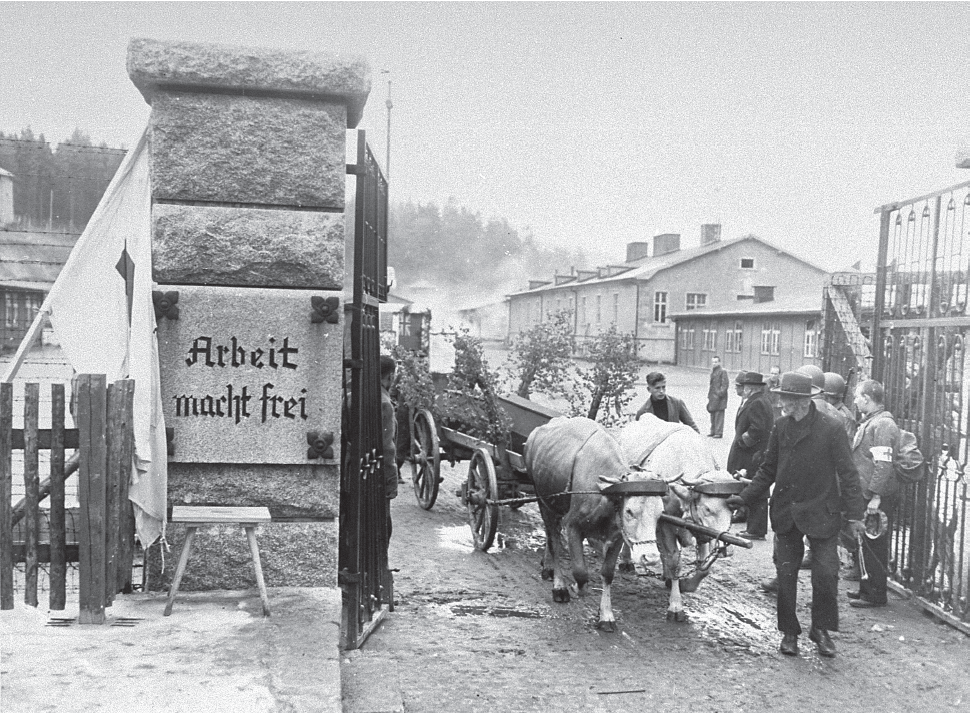
غیرنظامیان آلمانی اجساد را از اردوگاه اصلی خارج می‌کنند.
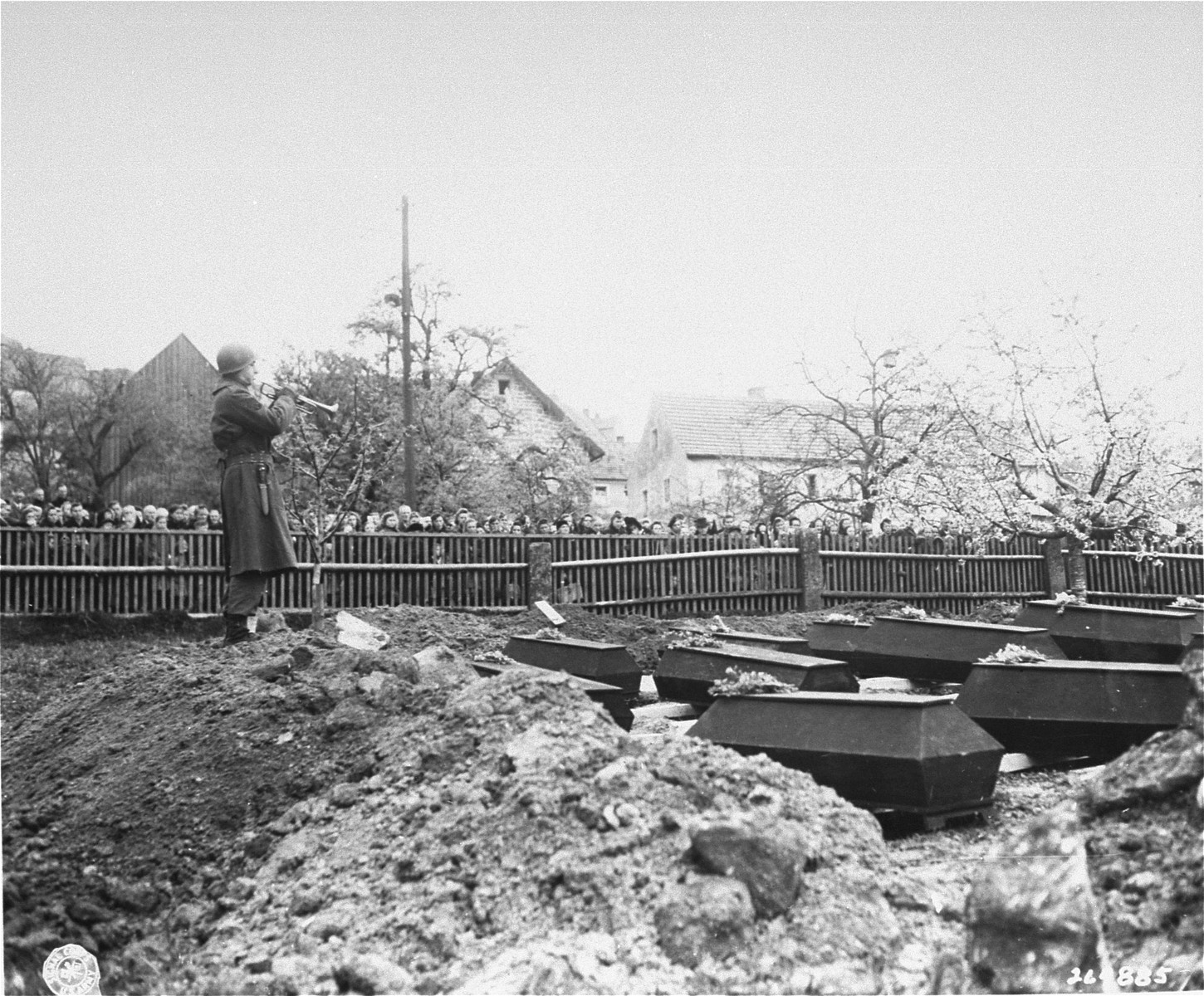
مراسم خاکسپاری زندانیانی که پس از آزادی مردند

## نگارخانه

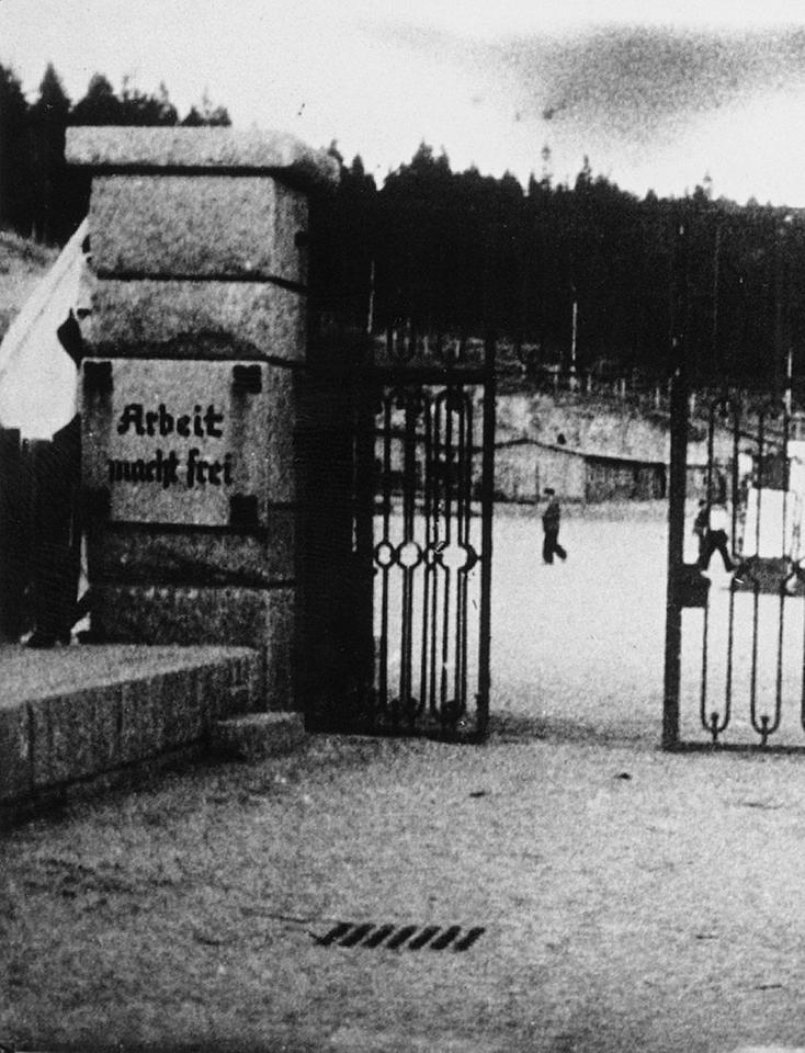
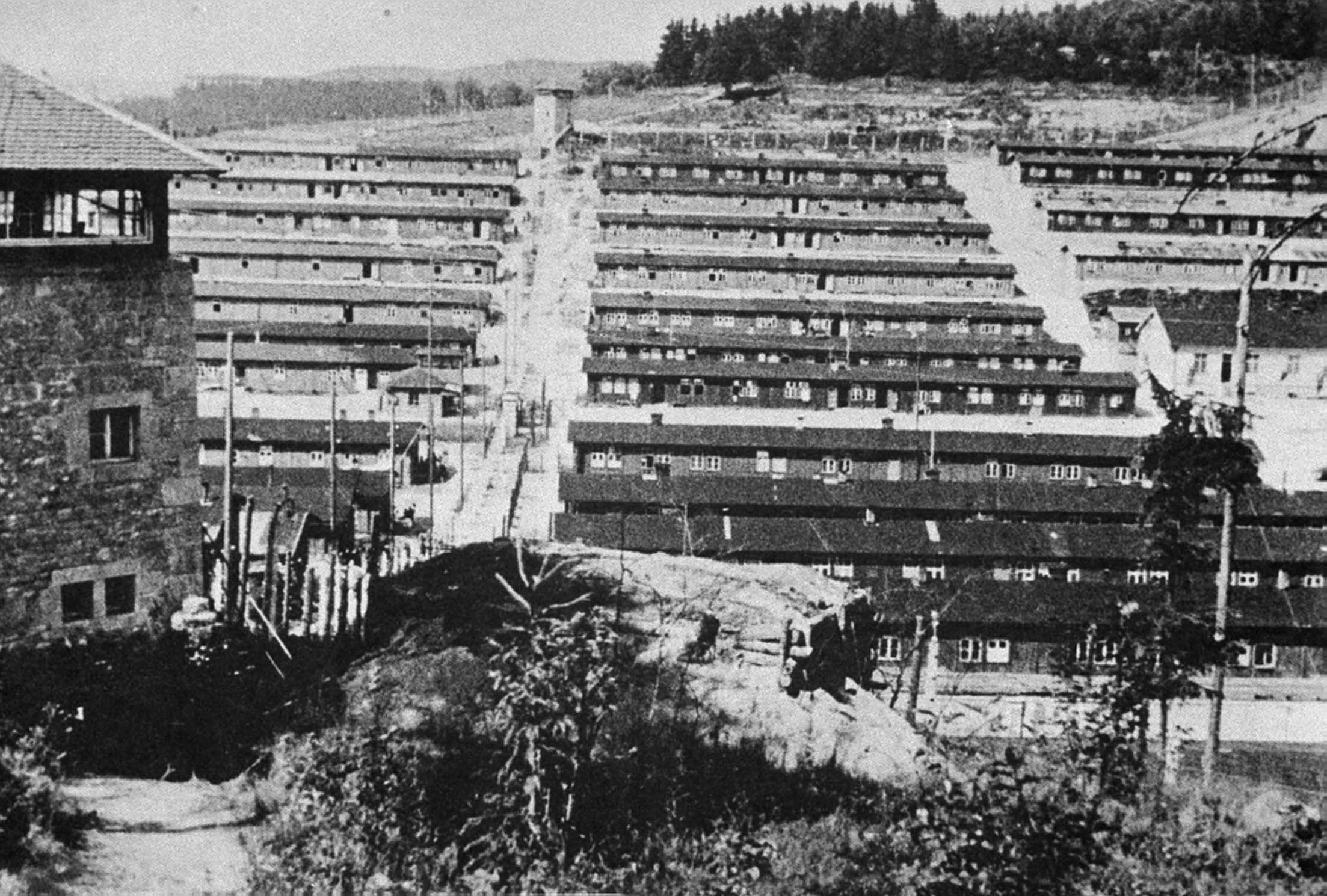
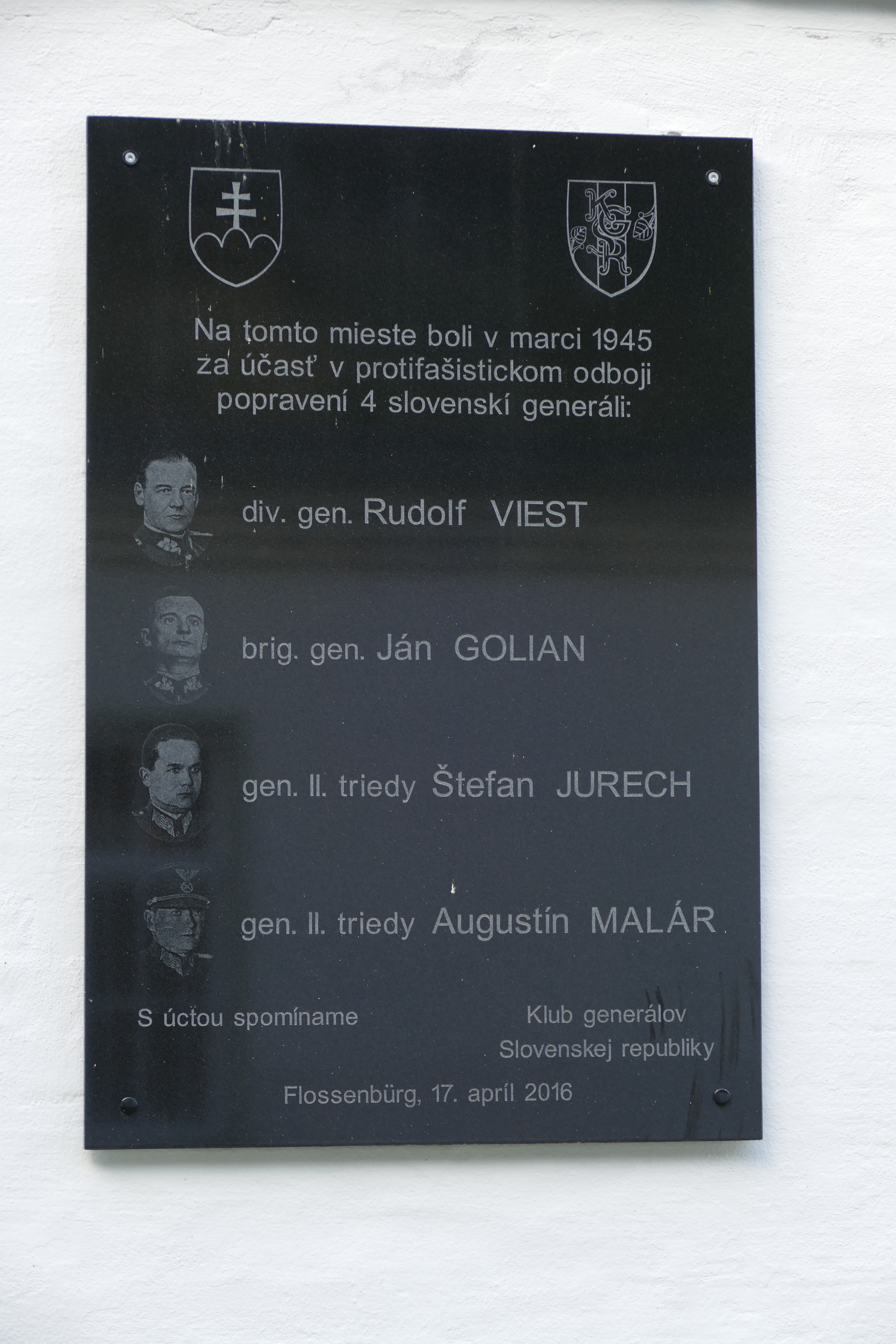